# 1510年
| 千纪： | 2千纪 |
| 世纪： | 15世纪 \| 16世纪 \| 17世纪                                                                                 |
| 年代： | 1480年代 \| 1490年代 \| 1500年代 \| 1510年代 \| 1520年代 \| 1530年代 \| 1540年代                           |
| 年份： | 1505年 \| 1506年 \| 1507年 \| 1508年 \| 1509年 \| 1510年 \| 1511年 \| 1512年 \| 1513年 \| 1514年 \| 1515年 |
| 纪年： | 庚午年（马年）；明正德五年；越南洪順二年；日本永正七年                                                     |

## 大事记
- 三浦倭亂，日朝斷交。
- 普斯科夫葉利扎羅夫修道院的長老菲洛費做讚辭獻給莫斯科大公瓦西里三世，稱莫斯科為第三羅馬。
- 葡萄牙帝國印度總督阿尔布克尔克率1500人的军队攻占了印度西岸重镇果阿。
- 葡萄牙帝國前任印度總督弗朗西斯科·德·阿爾梅達歸國途中，為了補給水源登陸好望角，在桌灣被科伊科伊人殺害。
- 宁夏安化王朱寘鐇反叛。
- 以威尼斯共和國為對手的康布雷同盟發起人尤利烏斯二世，轉而與威尼斯共和國合作對抗法國。
- 穆罕默德·昔班尼被哈薩克汗國哈斯木打敗，逃亡到與波斯薩非王朝交界處。
- 5月12日——明朝皇室成員寧夏安化王朱寘鐇發起的反抗明武宗的安化王之亂。
- 5月30日——明朝陝甘總督楊一清、軍事將領仇鉞擒拿朱寘鐇，平定安化王之亂。
- 7月25日——西班牙帝國征服的黎波里。
- 12月2日——薩非王朝的伊斯邁爾一世親自率軍至呼羅珊攻擊穆罕默德·昔班尼，在梅爾夫戰役取得決定性勝利，穆罕默德·昔班尼兵敗被殺。
- 明朝宦官劉瑾倒台後，內行廠與西廠亦一同被裁撤。

## 出生
- 足利義晴（永正8年3月5日（1510年4月2日）- 天文19年5月4日（1550年5月20日）將軍在職期間1521年－1546年）是室町時代室町幕府第12代將軍。
- 織田信秀（1510年－1551年4月8日）日本尾張守護代，織田信長之父。

## 逝世
- 5月17日——桑德罗·波提切利，欧洲文艺复兴早期的画家。
- 8月25日——劉瑾，陝西興平人，明代中期、明武宗时期的重要宦官。
- 12月2日——穆罕默德·昔班尼，河中地區布哈拉汗國的開國之君，烏茲別克汗國首領阿布海兒之孫、謝赫海達爾之子。
- 弗朗西斯科·德·阿爾梅達，葡萄牙帝國首任印度總督。
- 朱寘鐇，慶靖王朱㮵曾孫，封安化王，後因發動安化王之亂被賜死，爵除。